# Świergotek drzewny
Świergotek drzewny (Anthus trivialis) – gatunek małego, wędrownego ptaka z rodziny pliszkowatych (Motacillidae).

## Systematyka
Międzynarodowy Komitet Ornitologiczny (IOC) wyróżnia dwa podgatunki A. trivialis:
- A. trivialis trivialis – Europa do południowo-zachodniej Syberii, północny Iran i Turcja, wschodni Kazachstan, południowo-środkowa Syberia, Mongolia i północno-zachodnie Chiny.
- A. trivialis haringtoni – północno-zachodnie Himalaje.

Autorzy Handbook of the Birds of the World wyróżniają jeszcze podgatunek A. trivialis schlueteri zamieszkujący góry od wschodniego Kazachstanu i północno-zachodnich Chin na południe po Tienszan i prawdopodobnie wschodni Afganistan. Proponowany podgatunek sibiricus zsynonimizowany z podgatunkiem nominatywnym.

## Występowanie
Zamieszkuje większość Europy (prócz południowych, na Półwyspie Iberyjskim, i północno-wschodnich jej krańców) oraz zachodnią i środkową Azję po wschodnią Syberię oraz Bajkał. Prowadzi dalekie wędrówki (przeloty od początku kwietnia do połowy maja i jesienne od końca sierpnia po październik), zimuje w zachodniej części Morza Śródziemnego, a częściej w Afryce tropikalnej i południowej Azji. Wschodnioeuropejskie populacje kierują się bardziej na południe, na szerokie tereny Afryki Wschodniej po zwrotnik Koziorożca. Również azjatyckie ptaki migrują lecąc na południe między Półwysep Arabski a Indochiny. Z końcem zimy wracają na lęgowiska, na których pojawiają się jako jedne z pierwszych. Zwykle tam, gdzie występuje, należy do najliczniejszych przedstawicieli swojego rodzaju.
W Polsce liczny, szeroko rozpowszechniony ptak lęgowy, liczniejszy na obszarach zalesionych (najliczniejszy wśród polskich świergotków). Według szacunków Monitoringu Pospolitych Ptaków Lęgowych, w latach 2013–2018 populacja świergotka drzewnego w Polsce liczyła 914 000 – 1 008 000 par lęgowych. Jedyny polski świergotek gnieżdżący się w lesie – spotkać można go w całym kraju, aż po górną granicę lasu w górach (do 1600 m n.p.m.). Najczęściej widuje się go w pierwszej dekadzie kwietnia, kiedy wraca z zimowisk. W trakcie migracji przelatują przez cały kraj, licznie lecą w drodze na zimowiska. Ostatnie osobniki wędrujące obserwowano jeszcze w listopadzie. W Polsce nie zaobserwowano prób zimowania. W rejonach o krajobrazie typowo rolniczym i w dolinach większych rzek lokalne populacje są mniej liczne. Badania ornitologiczne wykazały, że liczebność świergotków drzewnych może się wahać od prawie jednej do 8 par lęgowych przypadających na 10 ha powierzchni.

## Charakterystyka

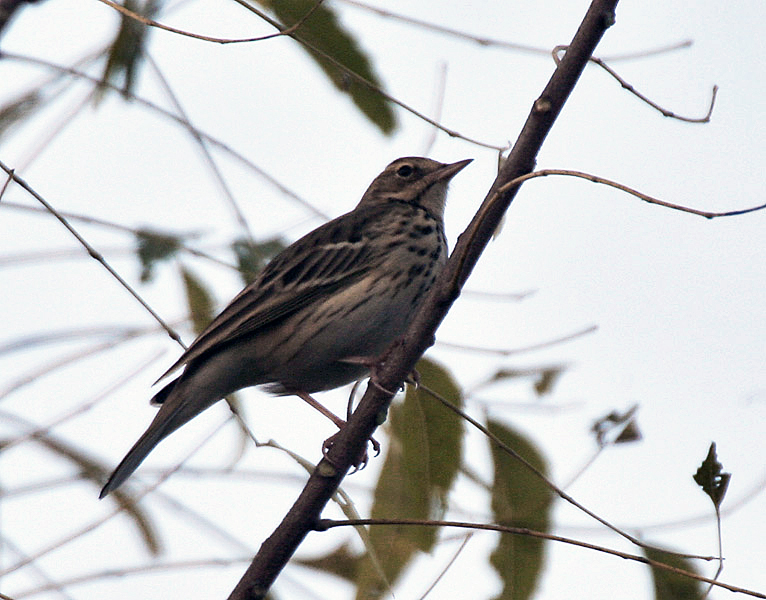
Świergotek drzewny na zimowisku w Indiach

### Cechy gatunku
Ptak nie wyróżniający się charakterystycznym upierzeniem, ale będący wspaniałym śpiewakiem. Obie płci ubarwione jednakowo. Ogólna kolorystyka upierzenia szarobrązowa, z ciemniejszym oliwkowobrązowym wierzchem z ciemnymi, podłużnymi prążkami i jaśniejszym spodem. Skrzydła ciemne, z piórami kremowo obrzeżonymi. Gdy są złożone, na każdym z nich widać dwa jasne, poprzeczne paski. Ogon ciemny z białymi brzegami. Pierś jasnokremowa z ciemniejszym brązowawym kreskowaniem po bokach. Brzuch i kuper białoszare. Po bokach widać drobne kreski. Wokół oka żółtawa obrączka; przez nie przechodzi ciemniejszy pasek, a nad nim jasna brew. Podgardle kremowobiałe. Nogi czerwonawe.
Podobnie ubarwiony drozd śpiewak ma pomarańczowobrązowy ton upierzenia oraz liczniejsze i wyraźniejsze ciemne plamki na piersi. Od innych pliszkowatych różni się znacznie ubarwieniem, ale o pokrewieństwie świadczy zachowanie – drobnymi kroczkami szybko biega po ziemi (u większości nadrzewnych wróblowatych obserwujemy obunożne podskoki) i zatrzymuje się co chwila, by skubnąć pokarm, owada. To tutaj spędza najwięcej czasu choć, gdy jest zaniepokojony, przeważnie schronienia szuka na drzewach, wydając przy tym ostrzegawczy dźwięk. Świergotek drzewny biega wzdłuż pochyłych gałęzi drzew, szybko przebierając nogami, co dziwi obserwatorów oczekujących w takich sytuacjach podskoków u małego ptaka. Stale kiwa ogonem z góry na dół, choć nieco inaczej niż reszta pliszkowatych. Wielkością i ubarwieniem upodobniony jest do świergotka łąkowego, ale jest w porównaniu z nim bardziej brązowy bez oliwkowych odcieni i ma masywniejszą budowę ciała. Ciemne smugi na grzbiecie są mniej wyraźne, a pierś ma płowe tło z plamkowaniem. Pokrywy skrzydłowe są bardziej zaznaczone. Grubsze są też plamki na piersi. Budową ciała przypomina skowronka polnego, choć ma smuklejszą sylwetkę. Jest mniejszy od pliszki siwej i ma od niej krótszy ogon. Wprawdzie łatwo go zaobserwować, ale trudniej precyzyjnie oznaczyć, zwłaszcza w trakcie przelotów, gdy spotyka się go w nietypowych siedliskach.
Gdy schwyta się ptaka, jedną z najważniejszych cech rozpoznawczych jest długość pazura tylnego palca. Świergotki drzewne mają go krótszego o 3 mm niż palec i jest silnie zakrzywiony. Widać tu zatem różnicę ze świergotkiem łąkowym.

### Wymiary średnie
długość ciała14–15 cm
rozpiętość skrzydełok. 25–27 cm

### Masa ciała
15–39 g

### Głos
Najczęściej jego intensywny i głośny trel można usłyszeć w pogodne dni na porośniętych zboczach wzniesień, podmokłych łąkach rzadko porośniętych drzewami, zrębach i skrajach lasów liściastych oraz iglastych, tak w górach, jak i na nizinach. Śpiewać zaczyna na wierzchołku drzewa, po czym trzepocząc skrzydłami wznosi się skośnie w górę na wysokość 20–30 m. Wzlatuje zwykle bardzo pionowo w powietrze. W trakcie wykonywania ostatnich strof melodii opada skośnie w dół po łuku lotem spadochronowym z rozłożonymi skrzydłami i ogonem, lądując na innym (czasem tym samym) wyniesionym punkcie w terenie. Śpiewa w locie zatem podobnie jak skowronek. W porównaniu ze świergotkiem łąkowym, trel jest bardziej urozmaicony i barwniejszy, podobny nieco do dźwięków kanarka. Przy lądowaniu jego pieśń staje się wolniejsza i cichsza, kończąc się serią opadających dźwięków „siia siia”. Środkowa część pieśni przypomina śpiew kanarka i stąd czasem nazywa się go „kanarkiem leśnym”. Opisane loty tokowe samiec wykonuje aż do wylęgu piskląt z dala od gniazda, choć w promieniu 100–120 m od niego.
W tym czasie samica przebywa na ziemi i zwinnie biega pośród zielnego runa. Gdy jest zaniepokojona, poszukuje schronienia na drzewie i ostrzegawczo wydaje krótkie „sip sip”.

## Biotop

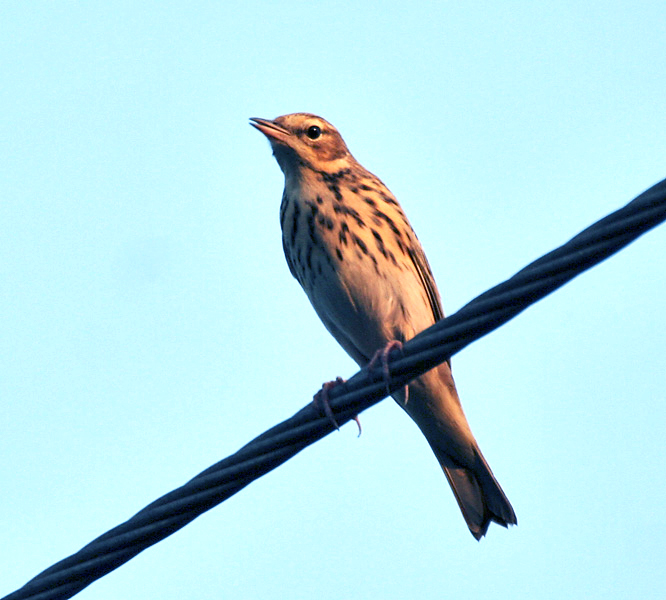
Świergotek drzewny z jasnokremową kreskowaną piersią

Suche, dobrze nasłonecznione obrzeża wszelkiego typu rzadkich, widnych lasów liściastych lub iglastych z pobliskimi zarastającymi porębami, młodnikami, uprawami leśnymi i polanami, w górach w kosodrzewinie. Także różne tereny otwarte, zadrzewienia śródpolne, zagajniki, uprawy, łąki, zarastające torfowiska i laski podmiejskie. Krzaki i pojedyncze drzewa są jednak potrzebne samcowi, by mógł z nich wykonywać swą pieśń i by miał punkty do obserwacji terenu. W Polsce widywany w grądach, borach sosnowych lub mieszanych z bogatym runem zielnym i reglach. W lasach liściastych występuje mniej licznie, rzadziej widywany we wnętrzach mocno przerzedzonych kompleksów. Unika podmokłych i wilgotnych ekosystemów.

## Okres lęgowy

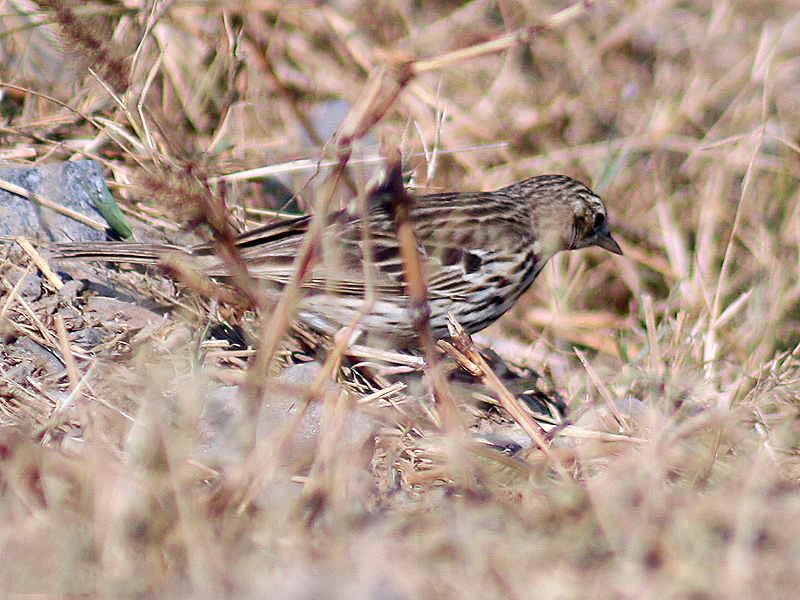
Świergotek szukający pokarmu

Na tereny lęgowe przylatuje w kwietniu i maju. Koniec lęgów przypada na lipiec.

### Gniazdo
Zawsze na ziemi w wygrzebanym dołku, pod osłoną nawisłej kępy traw, dobrze osłonięte, często na skarpie rowu lub wykopu. Podstawę gniazda o solidnej konstrukcji stanowią gęsto ułożone suche liście, porosty, źdźbła trawy i korzonki, a wyściółkę sierść ssaków. W uwiciu wąskie liście traw są koliście zgięte, tak, że nadają lęgowisku kształt czaszy (jej brzegi kończą się z poziomem ziemi). Buduje je tylko samica. Dobre maskowanie lęgu jest przyczyną dużego sukcesu w wyprowadzaniu młodych tych ptaków, pomimo lokowania gniazda na ziemi, co naraża je na różne niebezpieczeństwa.

### Jaja
W maju lub czerwcu samica składa 5–6 jaj (codziennie jedno) o różnej wielkości uplamkowaniu i ubarwieniu bardzo zmiennym od wiśniowego poprzez szarobrązowy i popielaty do kredowo-niebieskawego i oliwkowego w odcieniach czerni, szarości i brązu, o średnich wymiarach 20×15 mm. Zmienna jest też wielkość plamek i ich rozmieszczenie na powierzchni jaja. Gdy zniesie ostatnie jajo, zaczyna je wysiadywać. Wyprowadza 1–2 lęgi w ciągu roku.

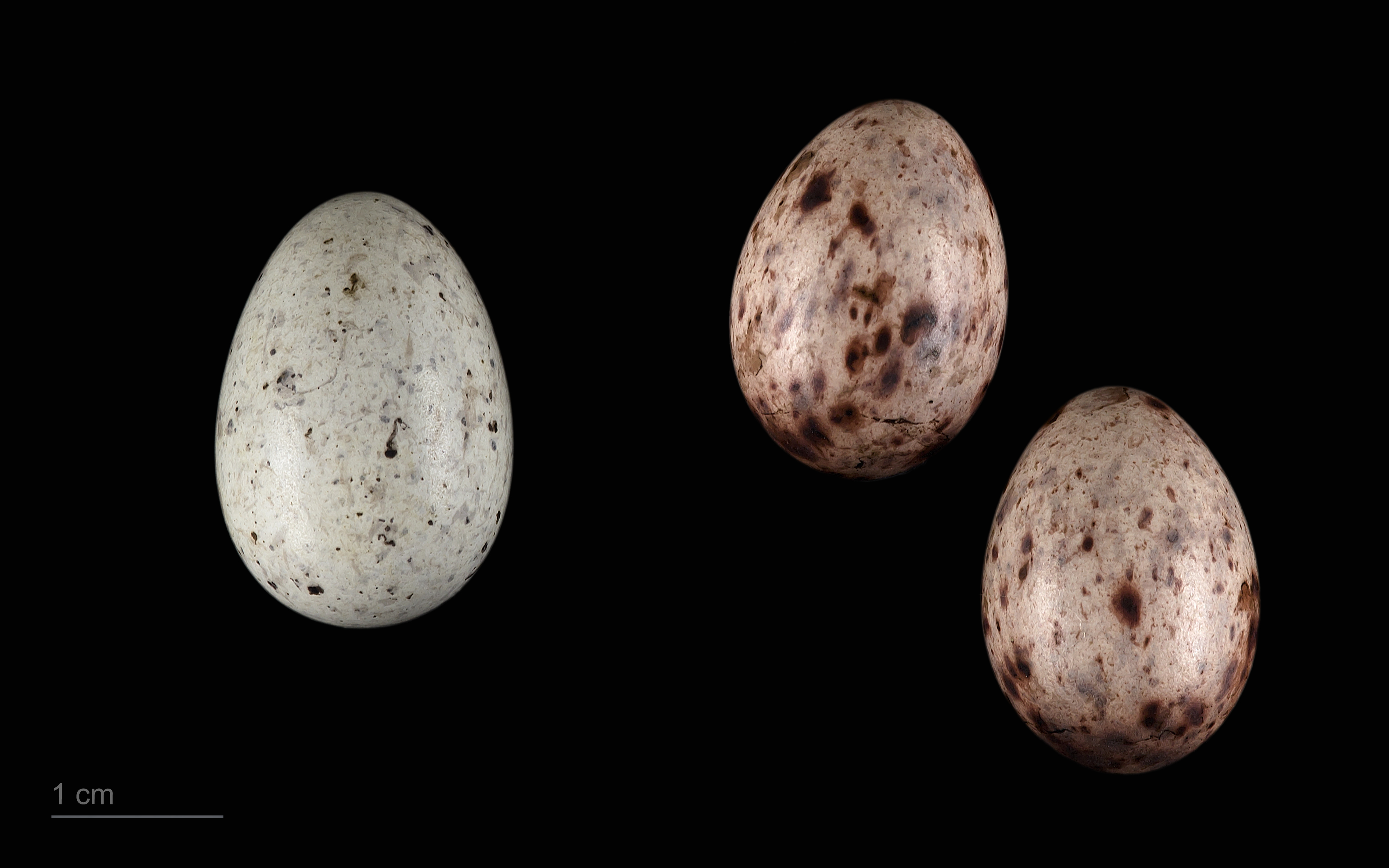
Cuculus canorus canorus + Anthus trivialis

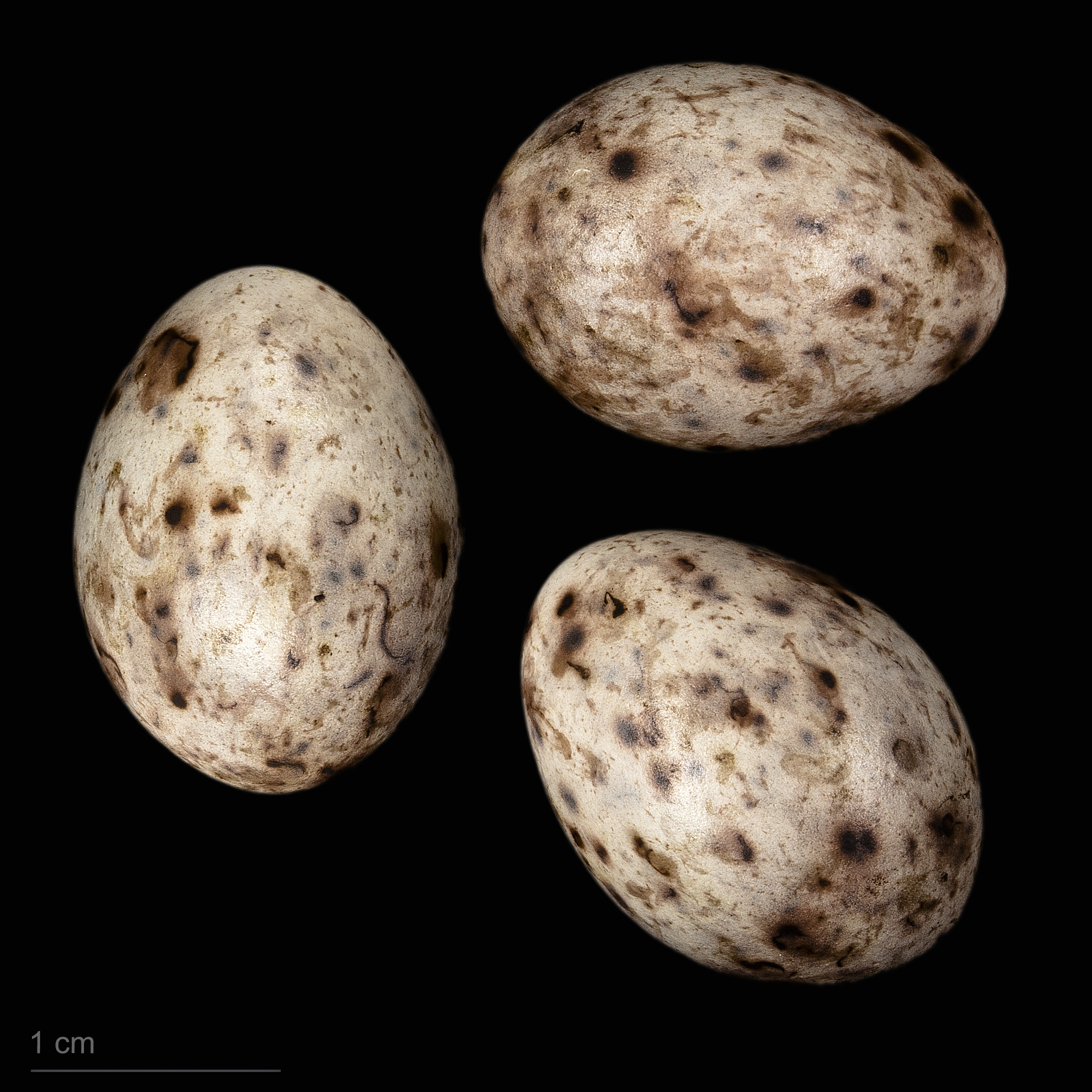
Anthus trivialis trivialis

### Wysiadywanie i pisklęta
Od złożenia ostatniego jaja wysiadywanie trwa przez okres ok. 13 dni. Samiec nie pomaga w tej czynności samicy. Często wysiaduje jajo kukułki. Gdy samica widzi zbliżającego się człowieka, ucieka z gniazda na odległość paru kroków, co i tak może zdradzić jego lokalizację. Jeśli płoszenie się powtarza, może w ogóle opuścić gniazdo.
Pisklęta, gniazdowniki, przebywają w gnieździe przez okres 12–14 dni, po tym okresie po paru dniach stają się lotne. Reagują na ruch powietrza wywołany skrzydłami przylatujących z żeru rodziców. Odpowiadają też na wstrząs gniazda przy ich lądowaniu. W takich przypadkach od razu zaczynają żebrać o pokarm. W puchu na grzbiecie są szare, co dobrze je maskuje na tle otoczenia. Zwrócić uwagę mogą w trakcie domagania się o pokarm – spostrzec można ich otwarte, jaskrawopomarańczowe gardziele. Po wykluciu samiec zaczyna pomagać partnerce w intensywnym karmieniu piskląt owadami i pajęczakami łowionymi na ziemi. Po opuszczeniu gniazda rodzice nadal otaczają młode opieką. W końcu czerwca, gdy potomstwo z pierwszego lęgu się usamodzielni, część par wyprowadza drugi lęg.
Wraz z końcem lata można spotkać stada świergotków koczujące na polach i łąkach. Mogą wtedy mieszać się z innymi ptakami swojego rodzaju. We wrześniu i październiku wybierają się w wędrówkę na zimowiska.

## Pożywienie
Drobne owady zbierane na powierzchni ziemi. Czasem je różne części roślinne.

## Status i ochrona
IUCN uznaje świergotka drzewnego za gatunek najmniejszej troski (LC – Least Concern) nieprzerwanie od 1988 roku. Liczebność światowej populacji, obliczona w oparciu o szacunki organizacji BirdLife International dla Europy z 2015 roku, mieści się w przedziale 100–160 milionów dorosłych osobników. Globalny trend liczebności populacji uznawany jest za spadkowy.
Na terenie Polski gatunek ten jest objęty ścisłą ochroną gatunkową. Na Czerwonej liście ptaków Polski został sklasyfikowany jako gatunek najmniejszej troski (LC).